# Šen-čou 9
Šen-čou 9 (čínsky pchin-jinem Shénzhōu jiǔhào, znaky zjednodušené 神舟九号; česky Božská loď 9) byla čínská kosmická loď řady Šen-čou, k misi s tříčlennou posádkou vzlétla 16. června 2012. Cílem letu bylo spojení s čínskou vesmírnou stanicí Tchien-kung 1 a práce kosmonautů na stanici. Kosmonauti v návratovém modulu podle plánu přistáli 28. června 2012 v oblasti vnitřního Mongolska.

## Posádka
Hlavní posádka:
- Ťing Chaj-pcheng (2), velitel, kosmonaut oddílu CNSA,
- Liou Wang (1), kosmonaut oddílu CNSA,
- Liou Jang (1), kosmonautka oddílu CNSA.

V závorkách je uveden dosavadní počet letů do vesmíru včetně této mise.
Záložní posádka:
- Nie Chaj-šeng (1), velitel, kosmonaut oddílu CNSA,
- Čang Siao-kuang (0), kosmonaut oddílu CNSA,
- Wang Ja-pching (0), kosmonautka oddílu CNSA.

## Let
Po vypuštění stanice Tchien-kung 1 se s ní setkala a spojila bezpilotní kosmická loď Šen-čou 8. Následující let ke stanici – let lodi Šen-šou 9 – byl pilotovaný. Loď odstartovala z kosmodromu Ťiou-čchüan 16. června 2012 v 10:37:25 UT, na její palubě byla první čínská kosmonautka, Liou Jang. Start proběhl v den 49. výročí letu Valentiny Těreškovové, první ženy ve vesmíru.
Posádka lodi byla tříčlenná, velitelem byl Ťing Chaj-pcheng. Liou Wang zastával funkci operátora orbitálního modulu, byl zodpovědný za setkávací a spojovací manévry. Liou Jang zastávala funkci operátora přistávacího modulu, zodpovídala za vědecký program mise.
Dva dny po startu, 18. června v 06:07:05 UTC se kosmonauti s lodí automaticky připojili k modulu Tchien-kung 1. Dne 24. června se v 3:09 UTC kosmická loď s posádkou na palubě odpojila od vesmírné stanice a odlétla do vzdálenosti 400 m, poté se Šen-čou 9 začal znovu k Tchien-kung 1 přibližovat. Od vzdálenosti 140 m převzal řízení Liou Wang, který v ručním režimu ve 4:42 UTC opět obě tělesa spojil.
Dne 28. června v 1:22 UTC se Šen-čou 9 s kosmonauty na palubě odpoutala od modulu a na druhý den,
29. června 2012 v 2:03 UTC úspěšně přistála v autonomní oblasti Vnitřní Mongolsko.